# Trichostomum sublamprothecium
Trichostomum sublamprothecium är en bladmossart som beskrevs av Jean Édouard Gabriel Narcisse Paris 1898. Trichostomum sublamprothecium ingår i släktet lansettmossor, och familjen Pottiaceae. Inga underarter finns listade i Catalogue of Life.